# St. Paris (Ohio)
St. Paris és una població dels Estats Units a l'estat d'Ohio. Segons el cens del 2000 tenia 1.998 habitants.

## Demografia
Segons el cens del 2000, St. Paris tenia 1.998 habitants, 781 habitatges, i 556 famílies. La densitat de població era de 886,7 habitants per km².
Dels 781 habitatges en un 38% hi vivien nens de menys de 18 anys, en un 55,8% hi vivien parelles casades, en un 11,4% dones solteres, i en un 28,8% no eren unitats familiars. En el 25,9% dels habitatges hi vivien persones soles l'11,4% de les quals corresponia a persones de 65 anys o més que vivien soles. El nombre mitjà de persones vivint en cada habitatge era de 2,56 i el nombre mitjà de persones que vivien en cada família era de 3,07.
Per edats la població es repartia de la següent manera: un 29,1% tenia menys de 18 anys, un 9,6% entre 18 i 24, un 29,6% entre 25 i 44, un 20,2% de 45 a 60 i un 11,6% 65 anys o més.
L'edat mediana era de 33 anys. Per cada 100 dones de 18 o més anys hi havia 82,8 homes.
La renda mediana per habitatge era de 39.917 $ i la renda mediana per família de 47.014 $. Els homes tenien una renda mediana de 35.417 $ mentre que les dones 22.326 $. La renda per capita de la població era de 16.811 $. Aproximadament el 8,8% de les famílies i el 8,8% de la població estaven per davall del llindar de pobresa.

## Poblacions més properes
El següent diagrama mostra les poblacions més properes.